# Jacob van Prooijen
Jacob van Prooijen (Dirksland, 5 juli 1912 - 3 april 1991) was een Nederlands predikant van de Oud Gereformeerde Gemeenten van Grafhorst, Stavenisse en Rhenen. 
Van Prooijen was in 1954 oprichter van de Nederlandse Vereniging tot bevordering van de Zondagsrust en de Zondagsheiliging. Hij heeft veel voor deze vereniging betekend en is er tot zijn overlijden voorzitter van gebleven. 
Van Prooijen overleed in 1991 en is begraven in Rhenen.